# Tanaopsis chotkarakde
Tanaopsis chotkarakde är en kräftdjursart som beskrevs av Bird och Bamber 2000. Tanaopsis chotkarakde ingår i släktet Tanaopsis, överfamiljen Paratanaoidea, ordningen tanaider, klassen storkräftor, fylumet leddjur och riket djur. Inga underarter finns listade i Catalogue of Life.